# Boreosaragus lugubris
Boreosaragus lugubris là một loài bọ cánh cứng trong họ Tenebrionidae. Loài này được Lea miêu tả khoa học năm 1897.